# Mech Quest
 Mech Quest  es un videojuego perteneciente al género de rol de ciencia ficción para un jugador, basado en el motor flash, desarrollado por Artix Entertainment. MechQuest se centra en el combate de mechas (Carromáquinas) y se actualiza semanalmente. Los jugadores pueden jugar gratis o pagar una tarifa única que otorga acceso a más contenido del videojuego como: una nave estelar, misiones/eventos y Mechas especiales.

## Jugabilidad
MechQuest es un videojuego de rol para un solo jugador; Sin embargo, los datos de personajes se almacenan en un servidor. Los jugadores controlan su personaje al señalar y hacer clic en la pantalla en varias áreas para navegar por el personaje del jugador hasta el punto donde hacen clic. La mayoría de los elementos se activan simplemente corriendo hacia ellos o presionando un botón que aparecerá cuando se alcance el punto (cuando esté fuera de la batalla). Las batallas se presentan de dos maneras: batallas Mecha y batallas con hojas de energía, ambos estilos de batalla son similares a un videojuego de rol tradicional en que gran parte de su videojuego se basa en luchar contra enemigos basado en un sistema por turnos. Mecha Battles presenta un conjunto de muchos tipos de ataques, pero el jugador debe gastar puntos de energía para usarlos.

### Casas Universitarias GEARS
GEARS University Houses son grupos a los que los jugadores pueden unirse para que puedan participar en actividades competitivas. Hay tres casas disponibles para que los jugadores se unan: la casa WolfBlade tiene guerreros y héroes de GEARS, la casa de RuneHawk es un refugio para la ciencia y la magia por igual, y la casa de MystRaven es para los tramposos que disfrutan de las bromas y los chanchullos.

## Argumento
El jugador controla a un piloto mecha desde una ubicación desconocida y el videojuego comienza con el jugador en una nave estelar que se dirige hacia el planeta Loreon para que pueda asistir a la Universidad GEARS en Soluna City. Después de unirse a la universidad, el jugador es educado y entrenado en el arte de la mecha y el combate con cuchillas de energía. El jugador pronto descubre la amenaza que representa el imperio Shadowscy del imperio, que planea asimilar toda la Galaxia, por lo que el jugador se propone detener los planes malvados Shadowscy.

### Eventos de vacaciones
MechQuest tiene varios eventos de vacaciones recurrentes. Estos incluyen el Día de Año Nuevo, el Día de San Valentín, el Día de los Inocentes Halloween (llamado "Mogloween" en el videojuego), la Navidad (llamada Frostval en el videojuego), el viernes 13, Talk Like a Pirate Day y Thanksgiving .

## Recepción crítica
Nic Stransky elogió los gráficos y la simplicidad del videojuego, pero escribió que la pelea cuerpo a cuerpo podría sentirse inconsistente y que los jugadores podrían desear más estrategia. MMOHuts elogió a MechQuest por: "Correr en flash, por tener un combate clásico basado en turnos de estilo RPG y un montón de equipo disponible para comprar".